# العلاقات الآيسلندية الجامايكية
العلاقات الآيسلندية الجامايكية هي العلاقات الثنائية التي تجمع بين آيسلندا وجامايكا.

## مقارنة بين البلدين
هذه مقارنة عامة ومرجعية للدولتين:
| وجه المقارنة                                              | آيسلندا          | جامايكا       |
| --------------------------------------------------------- | ---------------- | ------------- |
| المساحة (كم2)                                             | 103.00 ألف       | 10.99 ألف     |
| عدد السكان (نسمة)                                         | 317.35 ألف       | 2.95 مليون    |
| الكثافة السكانية (ن./كم²)                                 | 3.08             | 268.43        |
| العاصمة                                                   | ريكيافيك         | كينغستون      |
| اللغة الرسمية                                             | اللغة الآيسلندية | لغة إنجليزية  |
| العملة                                                    | كرونة آيسلندية   | دولار جامايكي |
| الناتج المحلي الإجمالي (بليون دولار)                      | 23.91 مليار      | 14.77 مليار   |
| الناتج المحلي الإجمالي (تعادل القوة الشرائية) بليون دولار | 15.79 مليار      | 24.79 مليار   |
| الناتج المحلي الإجمالي الاسمي للفرد دولار أمريكي          | 50.17 ألف        | 5.23 ألف      |
| الناتج المحلي الإجمالي للفرد دولار أمريكي                 | 46.55 ألف        | 8.88 ألف      |
| مؤشر التنمية البشرية                                      | 0.899            | 0.719         |
| رمز المكالمات الدولي                                      | +354             | +1876         |
| رمز الإنترنت                                              | .is              | .jm           |
| المنطقة الزمنية                                           | 00، أوروبا/لندن ‏ | 00            |

## منظمات دولية مشتركة
يشترك البلدان في عضوية مجموعة من المنظمات الدولية، منها:
| علم المنظمة | اسم المنظمة                               | تاريخ انضمام آيسلندا | تاريخ انضمام جامايكا |
| ----------- | ----------------------------------------- | -------------------- | -------------------- |
|             | يونسكو                                    | 8 يونيو 1964         | 7 نوفمبر 1962        |
|             | وكالة ضمان الاستثمار متعدد الأطراف        | 25 سبتمبر 1998       | 12 أبريل 1988        |
|             | الأمم المتحدة                             | 19 نوفمبر 1946       | 18 سبتمبر 1962       |
|             | الاتحاد البريدي العالمي                   | ?                    | ?                    |
|             | البنك الدولي للإنشاء والتعمير             | 27 ديسمبر 1945       | 21 فبراير 1963       |
|             | المنظمة الهيدروغرافية الدولية             | ?                    | ?                    |
|             | الاتحاد الدولي للاتصالات                  | 1 أكتوبر 1906        | 18 فبراير 1963       |
|             | منظمة حظر الأسلحة الكيميائية              | ?                    | ?                    |
|             | مؤسسة التمويل الدولية                     | 20 يوليو 1956        | 31 مارس 1964         |
|             | المركز الدولي لتسوية المنازعات الاستشارية | 14 أكتوبر 1966       | 14 أكتوبر 1966       |
|             | منظمة التجارة العالمية                    | ?                    | ?                    |
|             | منظمة الشرطة الجنائية الدولية             | ?                    | ?                    |

## وصلات خارجية
- موقع وزارة الخارجية الآيسلندية
- موقع وزارة الخارجية الجامايكية